# Emil Julius Gumbel

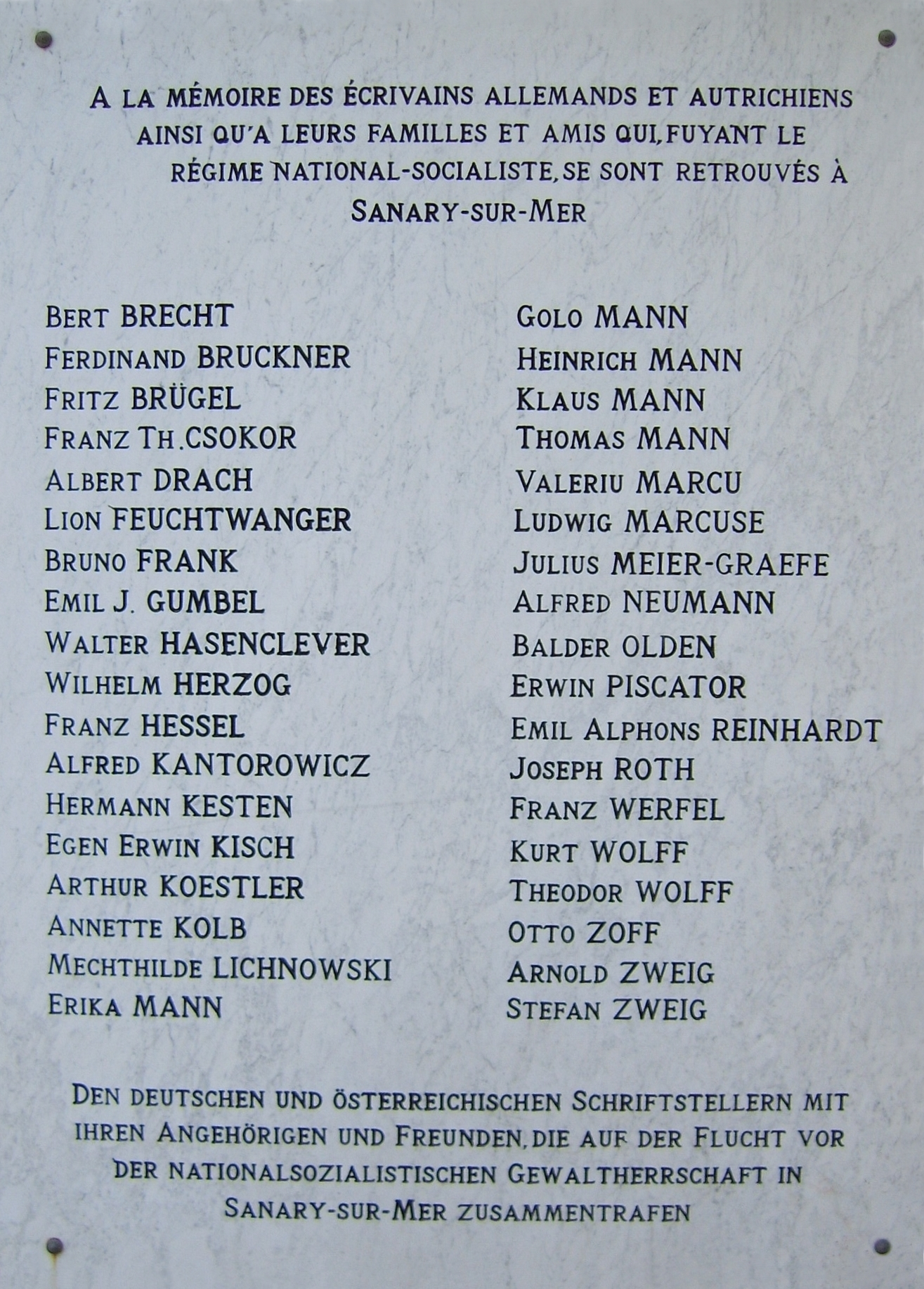
Placa conmemorativa para los refugiados alemanes y austriacos en Sanary-sur-Mer, entre ellos Emil Julius Gumbel

Emil Julius Gumbel (nacido el 18 de julio de 1891 en Múnich; fallecido el 10 de septiembre de 1966 en Nueva York) fue matemático, activista político y pacifista. Era judío y huyó de Alemania en 1933, año en que se le privó de la nacionalidad alemana. Tuvo posteriormente las nacionalidades francesa y estadounidense. Enseñó en la Universidad de Heidelberg (Alemania), en la Sorbona y en la Universidad de Lyon (Francia), y en la New School for Social Research de Nueva York y en la Universidad de Columbia (Estados Unidos). 

## Vida en Alemania
Emil Julius Gumbel fue hijo de Hermann (1857-1916), banquero, que vivió en Múnich desde 1887, y Flora (1869, Bruchsal - 1916, Múnich). Sus abuelos fueron Isaak Gumbel (1823, Stein am Kocher - 1891, Heilbronn) y Güta, con apellido de soltera Stern (1829 - 1897, Heilbronn).
Después de graduarse en el instituto Wilhelmsgymnasium de Múnich, Gumbel estudió Matemáticas y Economía en la Universidad de Múnich. En 1913 fue asistente del Seminario de Estadística y Seguros. Se doctoró el 28 de julio de 1914 con el trabajo Über die Interpolation des Bevölkerungsstandes (Sobre la interpolación del nivel de población).
Días después de recibir su doctorado, y como la mayoría de sus compañeros, Gumbel se alistó como voluntario, pero en el primer año de la guerra, esa experiencia lo convirtió en un pacifista. En la primavera de 1915 consiguió la exención del servicio militar con un pretexto.
En otoño de 1915 se unió a la organización pacifista Bund Neues Vaterland (Federación Nueva Patria), denominada postreriormente Deutsche Liga für Menschenrechte (Liga Alemana por los Derechos Humanos), a la que también pertenecía Albert Einstein. Hasta el final de la guerra trabajó en Berlín en el servicio de mantenimiento de aeronaves en el aeródromo Johannisthal y posteriormente en Telefunken.
En 1917 se unió al USPD, con cuya mayoría (después de la primera división de su ala izquierda en 1920) se cambió al SPD en 1922. Sin embargo, actuó de forma relativamente independiente como pacifista a nivel internacional.
En 1919 se publicó su primera obra política Vier Jahre Lüge (Cuatro años de mentiras), en la que se recopilaban declaraciones del Kaiser y de políticos y militares.
En el mismo año 1919 fundó con Carl von Ossietzky, Kurt Tucholsky y Georg Friedrich Nicolai, entre otros, la Friedensbund der Kriegsteilnehmer (Asociación de Veteranos de Guerra por la Paz).
En marzo de ese mismo año un comando fue a su casa con la orden de ejecutarlo, como elemento antisocial, pero Gumbel se encontraba en Berna, en una reunión internacional de amigos de la paz, a la que había asistido como delegado de la Bund Neues Vaterland.
En febrero de 1920, en un acto de la Deutsche Friedensgesellschaft (Sociedad Alemana por la Paz) en Berlín-Charlottenburg, resultó herido en un acción terrorista de la derecha.
En 1921 se publicó su obra Zwei Jahre Mord (Dos años de asesinatos), ampliada al año siguiente con el título Vier Jahre politischer Mord (Cuatro años de asesinatos políticos), en la que demostró la tendencia política derechista de la justicia alemana en la República de Weimar entre 1919 y 1922, a través de un análisis estadístico comparativo de las sentencias por asesinatos por motivos políticos, llegando a la conclusión de que los 354 autores de la derecha antirrepublicana fueron condenados con penas extremadamente leves o absueltos, mientras que los 22 autores de la izquierda fueron condenados a penas de 15 años de prisión o incluso a la ejecución.
En 1923 Gumbel recibió su habilitación docente en la Universidad de Heidelberg como Privatdozent (profesor asociado) de Estadística Matemática, aunque como activista político ya era muy cuestionado en las cátedras predominantemente conservadoras-monárquicas. Cuando en un acto organizado en 1924 por la Deutsche Friedensgesellschaft en el décimo aniversario del estallido de la Guerra mundial, pidió dos minutos de silencio para los muertos en ella, con las palabras "no quiero decir que cayeron en el campo del deshonor, pero sí que perdieron la vida de una forma horrible", toda la Facultad de Filosofía, a excepción de Karl Jaspers, votó a favor de su suspensión en el llamado "caso Gumbel". Tras un proceso de varios meses y después de que Gumbel lamentara sus declaraciones, el Ministro de Cultura de Baden, Willy Hellpach (DDP), revocó la suspensión.
En 1925 tuvo una corta estancia en Moscú, donde recibió el encargo del director del Instituto Marx-Engels de Moscú, David Rjazanov, para ordenar, clasificar y publicar los manuscritos matemáticos de Marx.
En 1930 se casó con Marie-Luise Solscher, divorciada, con apellido de casada von Czettritz, que llevó al nuevo matrimonio a su hijo menor Harald, mientras que su hijo mayor permaneció con su padre.
En ese mismo año 1930, el Ministerio de Cultura, bajo la dirección de Adam Remmele, nombró a Gumbel catedrático extraordinario (außerordentlicher Professor), en contra del voto mayoritario de la Facultad de Filosofía. Pero a causa de sus ideas y de su origien judío, Gumbel siguió siendo objetivo de la prensa y de los estudiantes, estos cada vez más dominados por la Liga Nacionalsocialista de Estudiantes Alemanes. Tras el nombramiento de Gumbel y la disolución por orden del Ministro de Educación del Comité General de Estudiantes, de ideología nacionalsocialista, en noviembre de 1930 y enero de 1931 tuvieron lugar los llamados "Gumbelkrawallen" (disturbios de Gumbel), con la ocupación de la Universidad por los estudiantes y su desalojo por la policía.
Gumbel desarrolló los fundamentos de la estadísitica de los valores extremos, publicando en 1932 su trabajo Das Zufallsgesetz des Sterbens (Ley de la mortalidad).
En junio de 1932, Gumbel, fue uno de los signatarios, junto con otros como Albert Einstein, Heinrich Mann, Franz Oppenheimer y Arnold Zweig, del Dringender Appell für die Einheit (Llamamiento urgente por la Unidad) de la Liga de Lucha Internacional Socialista.
Cuando en una reunión interna de la Unión de Estudiantes Socialistas de Heidelberg en memoria de las muertes por hambre del Invierno de los nabos de 1916-1917, Gumbel dijo que un nabo era más adecuado como memorial de guerra que una joven ligeramente vestida con la Palma de la Victoria en su mano, el Ministerio de Cultura, bajo la dirección de Eugen Baumgartner (del Partido de Centro de Alemania) abrió un procedimiento, a solicitud de la Facultad de Filosofía, por el que se le retiró a Gumbel su habilitación para la enseñanza, en agosto de 1932.

## En el exilio
En el momento de la toma del poder por el nacionalsocialismo en enero de 1933, Gumbel ya se encontraba en París, donde había estado dando conferencias como invitado en la Sorbona desde julio de 1932. Mientras su casa en Heidelberg fue saqueada y sus escritos quemados, se involucró en una campaña contra el nacionalsocialismo en Alemania y apoyó a los emigrantes que venían de allí. En agosto de 1933 fue privado de su nacionalidad alemana como parte de la Primera Lista de Expatriación del Reich Alemán (Erste Ausbürgerungsliste des Deutschen Reichs von 1933) En 1934 se trasladó a Lyon y trabajó en su Universidad. En 1939, él y su familia recibieron la nacionalidad francesa.
Tras la invasión de Francia por las tropas alemanas, gracias a la intervención de Albert Einstein y los matemáticos estadounidenses Harold Hotelling y Samuel Stanley Wilks y al apoyo de la Fundación Rockefeller, Gumbel recibió en agosto de 1940 una invitación de la New School for Social Research, una sección de la New School, de Nueva York, que acogió a muchos científicos y artistas refugiados de Europa. Gumbel llegó a Nueva York a través de Lisboa en octubre de 1940 y su familia se reunió con él en junio de 1941.
Gumbel siguió trabajando activamente en la lucha contra el nazismo y fue consultado frecuentemente por estudiantes, profesores y agencias gubernamentales estadounidenses, especialmente por la Oficina de Servicios Estratégicos para la que escribió diversos informes en los años 1944 y 1945.
Tras el fin de la guerra, Gumbel se concentró en su trabajo científico, aunque formó parte de grupos pacifístas, posicionándose en contra del rearme de Alemania. Su primer viaje a Europa lo realizó a su país natal en 1950.
En 1952 falleció su mujer.
Gumbel permaneció en Estados Unidos, donde se le concedió la nacionalidad estadounidense, pero hasta 1965 realizó múltiples viajes a Europa y Asia. Sin embargo, se le negó la deseada reincorporación a la Universidad de Heidelberg. Desde 1953 hasta 1959 fue profesor invitado de la Universidad Libre de Berlín. En 1953 se le concedió una cátedra en la Universidad de Columbia de Nueva York.
En 1958 Gumbel publicó Statistics of Extremes, un compendio de la teoría de valores extremos y de sus aportaciones a la misma.
Gumbel continuó con su compromiso pacifísta y formó parte de comité contra la Guerra de Vietnam de la Universidad de Columbia.
Murió de cáncer en Nueva York en 1966.

## Aportaciones científicas
Gumbel se especializó en el campo de la estadística y tuvo una participación clave en el desarrollo de la Teoría de valores extremos.
La distribución de Gumbel es una distribución de probabilidad continua de valores extremos. Ha sido utilizada en múltiples áreas, como las tablas de mortalidad en seguros, la predicción de fenómenos climatológicos, como inundaciones y periodos de sequía, el cálculo de los valores extremos del nivel de los ríos, lo que ha resultado de utilidad en la construcción de presas, o la resistencia de materiales.
Su obra Statistics of Extremes, de 1958, su principal trabajo matemático, es un compendio de la teoría de valores extremos y de sus aportaciones a la misma.

## Reconocimientos
Con ocasión de la muerte de Emil Julius Gumbel en 1966, ninguna publicación alemana le rindió homenaje.
En 1991, centenario de su nacimiento, Emil Julius Gumbel fue rehabilitado por la Universidad de Heidelberg, reconociéndose la injusticia y la falta de justificación de su expulsión.
En ese mismo año se publicó la obra del historiador alemán Christian Jansen Emil Julius Gumbel. Portrait eines Zivilisten.
En la Deutsche Statistische Gesellschaft (Sociedad Estadística Alemana) tiene lugar desde 2006 una conferencia anual que lleva el nombre de Gumbel, cuya página web contiene una breve reseña sobre las aportaciones de Gumbel en el campo de la estadística (Gumbel-Vorlesung).
En la Ludwig-Maximilians-Universität, de Múnich, los estudiantes de matemáticas consiguieron disponer de un lugar de encuentro y actividades, que se denominó Das Gumbel, en reconocimiento a Emil Julius Gumbel. En su página web está publicada una corta biografía.
En julio de 2019 tuvo lugar una exposición sobre Emil Julius Gumbel en el archivo de la Universidad de Heidelberg, donde el 22 y 23 de ese mes se celebraron unas jornadas Gumbel en las que intervinieron diversos participantes y se proyectó el documental Statistik des Verbrechens – Ein Mathematiker kämpft gegen die Nazis (Estadística del crimen: un matemático lucha contra los nazis), de David Ruf, con material de archivo, entrevistas y animaciones de Nuno Viegas, emitido posteriormente por la cadena alemana de televisión SWR en noviembre de 2019.

## Obras y escritos políticos
- Vier Jahre Lüge (Cuatro años de mentiras). Verlag Neues Vaterland, Berlín 1919.[5]
- Zwei Jahre Mord (Dos años de asesinatos). Verlag Neues Vaterland, Berlín 1921.[9]
- Vier Jahre politischer Mord (Cuatro años de asesinatos políticos). Verlag der neuen Gesellschaft, Berlín-Fichtenau 1922.[10]
- Die Denkschrift des Reichsjustizministers über „Vier Jahre politischer Mord“ (Memorándum del Ministro de Justicia del Reich sobre 'Cuatro años de asesinatos políticos'). Malik-Verlag, Berlín 1924.[45]
- Verschwörer. Beiträge zur Geschichte und Soziologie der deutschen nationalistischen Geheimbünde seit 1918 (Conspiradores. Contribuciones a la historia y la sociología de las sociedades secretas nacionalistas alemanas desde 1918). Malik-Verlag, Viena 1924.[46]
- Vom Russland der Gegenwart (De la Rusia actual). E. Laubsche Verlagbuchhandlung, Berlín 1927. Prólogo de Albert Einstein.[47]
- Verräter verfallen der Feme. Malik-Verlag, Berlín 1929.[48]
- "Lasst Köpfe rollen!" Faschistische Morde 1924–1931 (“¡Que rueden cabezas! “Asesinatos fascistas 1924-1931). Deutsche Liga für Menschenrechte, Berlín 1931.[49]
- Vom Fememord zur Reichskanzlei (Del asesinato político a la Cancillería del Reich). Prólogo de Walter Fabian, Lambert Schneider, Heidelberg 1962.[50]

Además de sus libros, escribió regularmente en la revista cultural Die Weltbühne y tradujo al alemán las obras de Bertrand Russell Political Ideals (1922), con prefacio de Albert Einstein, e Introduction to Mathematical Philosophy (1923).

## Obras científicas
- Das Zufallsgesetz des Sterbens (La ley estadística de la mortalidad). Leipzig Berlin Teubner, 1932.[51]
- Les valeurs extrêmes des distributions statistiques (Los valores extremos de las distribuciones estadísticas), Annales de l'institut Henri Poincaré, 1935.[52]
- La durée extreme de la vie humaine (La duración máxima de la vida humana). Hermann, 1937.[53]

- Statistics of Extremes (Estadísticas de los Extremos). Columbia University Press, 1958.[33]

### En alemán
- Kurt Tucholsky: Das Buch von der deutschen Schande en textlog.de. Reseña del libro de Gumbel Zwei Jahre Mord (primera edición de Vier Jahre politischer Mord), en la revista Die Weltbühne, 08-09-1921, núm. 36, p. 237–242. Facsímil en archive.org.
- Gabrielle Dörflinger: Semper Apertus. Sechshundert Jahre Ruprecht-Karls-Universität Heidelberg, 1386–1986.[54] Volumen 3: Das zwanzigste Jahrhundert: 1918–1945. Springer, Berlin 1986, p. 7–9, en Historia Mathematica Heidelbergensis.
- Christian Jansen: Emil Julius Gumbel. Portrait eines Zivilisten. Das Wunderhorn, Heidelberg 1991.[55]
- Emil Julius Gumbel: Auf der Suche nach Wahrheit. Edición de Annette Vogt, con un ensayo de la editora (p. 9–45) y diversos textos originales. Dietz, Berlin 1991.[56]
- Christian Jansen: Leben und Maximen des politisch engagierten Mathematikers Emil Julius Gumbel en Hausdorff, Felix; Eichhorn, Eugen; Thiele, Ernst-Jochen (1994): Vorlesungen zum Gedenken an Felix Hausdorff. Heldermann, Berlin 1994, p. 213–226.[57]
- Christian Jansen: Gumbel, Emil Julius. In: Hagemann, Harald; Claus-Dieter Krohn; Hans Ulrich Esslinger (ed.): Biographisches Handbuch der deutschsprachigen wirtschaftswissenschaftlichen Emigration nach 1933. Volumen 1: K.G. Saur, Munich 1999, p. 211–214.[58]
- Maier-Metz, Harald: Entlassungsgrund: Pazifismus. Albrecht Götze, der Fall Gumbel und die Marburger Universität 1930–1946. Waxmann, Münster, New York 2015.[59]
- Dietrich Heither: „Ich wusste, was ich tat“. Emil Julius Gumbel und der rechte Terror in der Weimarer Republik. PapyRossa Verlag, Colonia 2016.[60]

### En inglés
- Gumbel, Emil J.; Brenner, Arthur David: The Emil J. Gumbel Collection, Political Papers of an Anti-Nazi Scholar in Weimar and Exile, Archives of the Leo Baeck Institute, New York City, ISBN 1-55655-212-2. University Publications of America, Bethesda 1990, con una biografía de Arthur Brenner (p 13-22).[61]
- Brenner, Arthur David: Emil J. Gumbel. Weimar German Pacifist and Professor. Brill Academic Publishers, Boston 2001.[62]
- Siegmund-Schultze, Reinhard: Rockefeller and the Internationalization of Mathematics Between the Two World Wars: Document and Studies for the Social History of Mathematics in the 20th Century. Birkhäuser, Basilea 2012.[25]
- Statisticians of the Centuries. Heyde, C. C.; Crepel, P.; Fienberg, S. E.; Seneta, E.; Gani, J. (2013).  Springer Science & Business Media, Nueva York 2013.[63]
- Fernández, Lexuri; Scherer, Matthias: Emil J. Gumbel’s last course on the “Statistical theory of extreme values”: A conversation with Tuncel M. Yegulalp. Extremes 21 (1): p. 97–113 (2018).[37]
- Memorias de Harold Gumbel (anteriormente Harald), hijo adoptado de Emil Julius Gumbel: Harold Gumbel: Memories from the 20th Century. From Weimar Germany to American Exile. Hentrich & Hentrich Verlag, Berlin, Leipzig (2019)[64]

### En español
- Sánchez Muñoz, José Manuel: Nazis y Matemáticas. Crónica de una Barbarie, artículo en la revista Grupo de Innovación Educativa "Pensamiento Matemático", Universidad Politécnica de Madrid, España (octubre de 2012).[65]

## Enlaces web

### En alemán
- Bibliografía relacionada con Emil Julius Gumbel en el catálogo de la Biblioteca Nacional de Alemania.

- Gabriele Dörflinger: Gumbel, Emil Julius (18.7.1891 – 10.9.1966). en Universitätsbibliothek Heidelberg.[66]
- Emil J. Gumbel (1891-1966) – Ein Statistiker der Extreme, Prof. Dr. Matthias Scherer Archivado el 6 de agosto de 2021 en Wayback Machine. de la Universidad Técnica de Múnich (TUM).
- Albrecht Götz von Olenhusen: Der Pazifist Emil Julius Gumbel (1891—1966) (01-06-1983), en Humanistische Union.
- Gumbel-Vorlesung - Deutsche Statistische Gesellschaft
- Emil Julius Gumbel (1891-1966) Archivado el 29 de agosto de 2021 en Wayback Machine. en Moses Mendelssohn Zentrum - Potsdam.
- Erschütterung des ”Heidelberger Geistes” — der Fall Emil Gumbel, con las páginas 147 a 155 de la documentación de la exposición Juden an der Universität Heidelberg - Dokumente aus sieben Jahrhunderten, Heidelberg 2002.
- Birte Förster: Mit Statistik gegen rechte Gewalt. Mathematiker Emil J. Gumbel (08-08-2019) en Frankfurter Allgemeine Zeitung.
- Rudolf Walther: Ein fast vergessener Kriegsgegner. Ausstellung und Buch über Pazifisten (23-08-2019) en taz.de.
- Información sobre la película Statistik des Verbrechens - Ein Mathematiker kämpft gegen die Nazis en Medienforum Heidelberg - Karlstorkino Heidelberg

### En inglés
- Guide to the Emil Julius Gumbel Papers ca. 1934-1966. en The University of Chicago Library.
- Emil J. Gumbel Collection, en Center for Jewish History.
- Gumbel, Emil Julius en Encyclopedia of Mathematics.

### En español
- Antonio Maestre: Jueces nazis. en laSexta.